# Јосиф Катурић
Јосиф Катурић (? — Дуљево, 1942) био је српски свештеник, сликар и иконописац.

## Биографија
Јосиф Катурић је учио у сликарској школи Кијевско-Печерске лавре од 1871. до 1873. По повратку у Боку которску променио је своје крштено име Јован и монашко име Јосиф. У  манастирима Бањи код Рисна, Прасквици и Дуљеву у Паштровићима сликао је иконе на платну и дрвету у маниру кијевско-печереског сликарства. Катурић је насликао иконостасе у црквама светог Јована у маинским Станишићима (1875), Успења у Љешевићима, свете Петке у Главатичићима, светог Саве у Вишњеву (1876) и у Тудоровићима (1880), светог Николе у Главатичићима, свете Петке у Врановићима и светог Вартоломеја у Кримовицама, те две уљане слике на платну од којих је једна панорама Прасквице.